# Leonia Martin
Leonia Martin,  siostra Franciszka Teresa Martin, właśc. fr.  Léonie Martin (ur. 5 czerwca 1863 w Alençon, zm. 17 czerwca 1941 w Caen) – francuska zakonnica w zgromadzeniu sióstr wizytek, córka świętych Ludwika i Marii Martin oraz siostra świętej Teresy od Dzieciątka Jezus, dziewica, Służebnica Boża Kościoła katolickiego.

## Biografia
Urodziła się jako jedno z dziewięciorga dzieci Ludwika i Zelii Martin, którzy w 2015 roku zostali ogłoszeni świętymi przez papieża Franciszka. Wszystkie jej siostry zostały zakonnicami. 
Jako dziecko, Leonia miała trudny charakter. Nazywana przez matkę "Biedną Leonią" z powodu zachowania nie została przyjęta do pensji u benedyktynek, gdzie naukę pobierały jej siostry. 
Gdy jej siostry jedna po drugiej wybierały życie w Karmelu, również w niej wzmogło się pragnienie życia zakonnego. Trzykrotnie wstępowała do klasztoru i z niego występowała: najpierw do klarysek w Alençon, potem dwukrotnie do wizytek w Caen. W 1899 roku wybrała ten ostatni i tam zrealizowała swoje powołanie. Spełniły się w ten sposób słowa śmiertelnie chorej Teresy: "Po śmierci sprawię, że Leonia wstąpi do wizytek i wytrwa tam". Podczas obłóczyn 30 czerwca 1899 roku przybrała imię Franciszka Teresa. Zmarła 17 czerwca 1941 roku. 

### Proces beatyfikacyjny
Biskup diecezji Bayeux–Lisieux Jan Klaudiusz Boulanger 2 lipca 2015 roku w kaplicy Sióstr Wizytek w Caen rozpoczął jej proces beatyfikacyjny. W 2020 zakończył się diecezjalny proces beatyfikacyjny siostry św. Teresy od Dzieciątka Jezus i dokumenty "positio
" przekazano Kongregacji Spraw Kanonizacyjnych.